# Li Hang
Li Hang (n. 4 octombrie 1990, Jinzhou⁠(d), Republica Populară Chineză) este un jucător chinez de snooker.
A disputat o semifinală a Campionatului Chinei în 2017. Nu a realizat breakul maxim niciodată. În aprilie 2019, se afla pe poziția 28 mondială aceasta fiind și cea mai bună clasare din carieră. 